# 武思明
武思明（1474年—？），字克誠，山西澤州陵川縣人，明朝政治人物。

## 生平
山西鄉試第十一名舉人。弘治十五年（1502年）壬戌科進士。官直隸金壇縣知縣。

## 家族
曾祖父武鸞；祖父武鶴，旌表義民；父武寧，義官。前母李氏；前母姬氏；母傅氏。永感下。